# Бямбасурэнгийн Шарав
Бямбасурэнгийн Шарав (монг. Бямбасүрэнгийн Шарав; 13 ноября 1952 — 15 июля 2019, Улан-Батор) — монгольский композитор и музыкант, пианист. Герой Труда Монголии (2019). Заслуженный деятель искусств Монголии (2002). Лауреат Государственной премии (1992).

## Биография
Родился в сомоне Жаргалтхаан аймака Хэнтий в восточной части Монголии. С детства научился у отца игре на аккордеоне. Работал учителем музыки в школах Улан-Батора, начал сочинять детские песни. С 1975 учился в консерватории в Свердловске по классу композиции у Б. Д. Гибалина и Н. М. Пузея.
Автор более 200 песен и романсов, сочинил более двадцати крупных музыкальных произведений, восемь концертов для монгольских народных инструментов, три симфонии, четыре балета: «Золотой род» (Алтан ураг), «Прохладная осень» (Сэрүүн намар), «Промежуточное состояние» (Зуурдын орон) и «Меч, закалённый в Ононе» (Ононд хатаагдсан илд), несколько опер, в том числе опера «Чингисхан» (Чингис хаан, 2003). Создал музыку к 30 художественным фильмам. В 2000 году по предложению Йо-Йо Ма создал для проекта Silk Road Project музыкальную «Легенду о Керулене». Несколько его музыкальных композиций были представлены на Стэнфордском Пан-Азиатском музыкальном фестивале (Stanford Pan-Asian Music Festival) в 2011 году.

## Награды
- Герой Труда Монголии (2019).
- Орден Чингисхана (2006).
- Заслуженный деятель искусств Монголии (2002).
- Лауреат Государственной премии Монголии (1992).